# Lucia Demetrius

Portretul Luciei Demetrius pe coperta cărții sale de memorii

Lucia Demetrius (n. 16 februarie 1910 – d. 29 iulie 1992) a fost o prozatoare, poetă, traducătoare și autoare dramatică română.
A fost fiica scriitorului Vasile Demetrius (coleg de clasă la liceul Sfântul Sava cu Gala Galaction, care l-a convins să-și schimbe numele din Dumitrescu în Demetrius), învățător suplinitor la școala Vintilă Vodă și a Antigonei (născută Rabinovici). A luat parte la ședințele cenaclului Sburătorul, condus de Eugen Lovinescu. A fost favorita criticului, de care a fost legată chiar printr-o relație amoroasă.

## Studii
A urmat școala centrală Maria Brâncoveanu între 1921 și 1928, apoi și-a luat licența în litere în 1931 și filosofie în 1932, urmând apoi Conservatorul de Artă Dramatică din București, la clasa lui Ion Manolescu.

## Carieră
Debutează pe scenă în trupa dramaturgului George Mihail Zamfirescu, 13 plus 1, pentru a reveni ulterior ca dramaturg. În 1933 a debutat cu articole și fragmente literare în revistele Rampa și Adevărul literar și artistic iar în 1936 a debutat editorial cu romanul Tinerețe. Studiază Estetica la Paris, din 1934. În perioada 1936-1938 devine funcționară la Uzinele Malaxa. Este profesoară de artă dramatică la Conservatorul de artă dramatică în perioada 1944-1949 și regizor de teatru la Teatrele din Sibiu, Brașov și Bacău, între anii 1950-1952. A colaborat cu Mărgărita Miller-Verghy. Ca dramaturg, în perioada stalinistă după 1949, Lucia Demetrius a îmbrățișat cu deschidere maximă teatrul realist socialist, pentru ca după 1965 să revină la teatrul de idei sau de analiză sufletească.

București, str. Matei Millo nr.12

## Premii
- Premiul de stat (1951)[11]
- Femina (1936)[12]

## Distincții
- Ordinul „Steaua Republicii Populare Romîne” clasa a IV-a (12 august 1959) „pentru activitate rodnică în dezvoltarea științei și culturii din Republica Populară Romînă”[13]
- Ordinul Meritul Cultural clasa a II-a (1971) „pentru merite deosebite în opera de construire a socialismului, cu prilejul aniversării a 50 de ani de la constituirea Partidului Comunist Român”[14]

## Operă selectivă
- Tinerețe, roman, 1936
- Marea fugă, roman, 1938
- Destine, nuvele, 1939
- Intermezzo, versuri, 1939
- Album de familie, nuvele, Editura Fundația Regală pentru Literatură și Artă, 1945
- Flori de hârtie, 1947
- Oglinda, nuvele, 216 pagini, ESPLA, 1957
- Nunta Ilonei, nuvele, 1960
- Primăvara pe Târnave, roman, 1960-1963, vol I-II
- Întâmplare de la târg, 1962
- Limpezire, 1962
- Făgăduielile, nuvele, 1964
- Colocviu sentimental, 1967
- Ce aduc zorile, nuvele, 1968
- După prăpăd, 1968
- Lumea începe cu mine, roman, 1968
- Anotimpuri, 1970
- La ora ceaiului, nuvele, 1970
- Acuarele, 1971
- Scrisoare către fetele tinere, 1971
- Tinerețe, 1971
- O femeie ca multe altele, 1972
- O poveste adevărată, 1973
- Sunt un pământean, nuvele, 1973
- Întoarcerea la un miracol, 1974
- Răspântiile, nuvele, 1976
- Întâlnire cu tinerețea, nuvele, 1977
- Fericita călătorie, 1979
- Triptic, (Oglinzi aburite, Portretele au coborât din rame, Ultimul vlăstar), 1981-1984
- Te iubesc, viață!, 1984

## Operă postumă
- Lucia Demetrius: Memorii, 554 p., Ediție îngrijită de Ion Nistor, Editura Albatros, București, 2005, ISBN 973-24-1043-4

## Dramaturgie
- Turneu în provincie, piesă de teatru, 1946

### Dramaturgie proletcultistă
- Cumpăna, piesă de teatru, 1949
- Vadul nou, 1951
- Premiera, piesă de teatru, 1952
- Oameni de azi, 1952
- O noapte grea, 1954
- Cei de mâine, 1956
- Oameni și jivine, 1956
- Trei generații, 1956
- Ultima Tauber, 1956
- Arborele genealogic, 1957
- Vlaicu și feciorii lui, 1959
- Intâlnire peste ani ,1964

### În alte limbi
- A boldog ember halála (Moartea fericitului), traducere în limba maghiară de Papp Ferenc, Irodalmi Könyvkiadó, București, 1965.[15]

### Traduceri
- Nikolai Gogol, Căsătoria - O întâmplare absolut incredibilă în două acte (teatru), traducere de Lucia Demetrius[16], București, 1957;
- Victor Hugo, Mizerabilii, (roman, 3 volume), traducere de Lucia Demetrius și Tudor Măinescu, note explicative de N. N. Condeescu, Editura Cartea Românească, București, 1981;
- Ivan Bunin, Nuvele, București, 1936;
- Louis Frederic Rouquette, Împărăția tăcerii albe, București, 1937;
- Al. Dumas, Acuzatul, București, 1938;
- Louis Bromfield, Vin ploile, I-II, București, 1941 (în colaborare cu Vasile Demetrius);
- Thomas Raucat, Aventură în Japonia, București, 1942;
- B. Giambattista, Povestea poveștilor, București, 1943;
- Charles Perrault, Povești, București, 1943;
- J.H. Louwyck, Insula de ceață, București, 1946;
- Marcel Achard, Corsarul, București;
- Lev Tolstoi, Învierea, București, 1948, Povestiri din campanie, București, 1949 (în colaborare cu Elena Culacov);
- Ivan Turgheniev, Nuvele, București, 1948 (în colaborare cu Elena Culacov);
- Vera Bianki, Notărița, București, 1948 (în colaborare cu Elena Culacov);
- W. Shakespeare, Cum vă place, București, 1949;
- K.A. Treniov, Liubov Iarovaia, București, 1954 (în colaborare cu Sonia Filip);
- A. Ulianinski, Piese într-un act, București, 1954 (în colaborare cu Sonia Filip);
- K.S. Stanislavski, Munca actorului cu sine însuși, București, 1955 (în colaborare cu Sonia Filip);
- Guy de Maupassant, Nuvele și schițe, București, 1956, Bulgăre de seu, București, 1960, Mont-Oriol, București, 1971;
- A.S. Makarenko, Povestiri și schițe. Articole despre literatură. Corespondența cu Maxim Gorki,București, 1959 (în colaborare cu Radu Donici);
- H. de Balzac, Crinul din vale, București, 1967, O fiică a Evei, București, 1969;
- Julien Green, Miezul nopții, București, 1970, Manuel, prefață de Laurentiu Ulici, București, 1972;
- Rene Barjavel, Tarendol, București, 1974;
- G. Flaubert, Educația sentimentală, prefață de Irina Mavrodin, București, 1976.